# بيلي سوليفان (رجل أعمال)
بيلي سوليفان (بالإنجليزية: Billy Sullivan) هو شخصية أعمال أمريكي، ولد في 13 سبتمبر 1915 في لوويل في الولايات المتحدة، وتوفي في 23 فبراير 1998 في أتلانتيس في الولايات المتحدة بسبب سرطان البروستاتا.